# چغک‌چینی
چُغُک‌چینی (نام علمی: Alcippe) نام یک سرده از تیره سسکیان است.